# Let It Bleed (Rolling Stones)
"Let It Bleed" er en sang fra rock ‘n’ roll bandet The Rolling Stones. Den blev skrevet af Mick Jagger og Keith Richards, og den udkom på albummet fra 1969 Let It Bleed.
Teksten handlede for det meste om sex og stoffer, og det kunne være årsagen til hvorfor den aldrig blev udgivet som en single.
Til indspilning af dette nummer sang Jagger . Da The Stones ikke havde fundet en afløser for Brian Jones, spillede Richards både den akustiske og slide guitar på nummeret, mens Bill Wyman spillede autoharpe . 
Den "sjette Stone" Ian Stewart spillede klaver på dette nummer (hans eneste på dette album) . 
Denne sang findes udover på dette album også på More Hot Rocks, og live albummet Stripped. 

### Fodnote
1. ↑  Let It Bleed by The Rolling Stones Songfacts
2. ↑  Let It Bleed – Lyrics